# Taminga
Taminga ist eine Weißweinsorte. Die Neuzüchtung  wurde im Jahr 1970 von der Horticultural Research Station des  CSRI in Merbein im Bundesstaat Victoria, Australien vorgestellt. Sie ist eine Kreuzung der Sorten Planta Fina de Pedralba, Sultana und Traminer rot. Der Züchter der Sorte war Alan J. Antcliff.
Die Taminga wurde für sehr warme Klimazonen gezüchtet. Diese Bedingungen sind in Victoria, Australien üblich. Selbst unter diesen Bedingungen behält die Sorte noch eine ausreichende Säure und verfügt über ein leichtes Muskat-Aroma.   
.
Synonyme: keine bekannt 
Abstammung: (Planta Fina de Pedralba × Sultana) × Gewürztraminer